# Alenia Aermacchi Sky-Y
Lo Sky-Y è una piattaforma non pilotata UAV, prodotta da Alenia Aeronautica, società confluita in Leonardo-Finmeccanica (nuovo nome di Finmeccanica dal 2016), e appartiene alla classe MALE (Medium Altitude Long Endurance).
Lo Sky-Y è in grado di svolgere sia missioni civili che militari ed è stato progettato per testare tutte le tecnologie critiche, quali possono essere la propulsione, i sensori da sorveglianza e ricognizione, datalink e tutti i sistemi di trattamento dei dati per velivoli non pilotati MALE.

## Tecnica
Lo Sky-Y è un velivolo realizzato in materiali compositi, ad ala bassa, dotato di carrello fisso e propulsione in configurazione spingente, comandato in remoto da un pilota presente in una ground station, dalla quale ha il pieno controllo e monitoraggio dei vari sistemi.
La fusoliera, nella parte anteriore, alloggia i sistemi di navigazione ed i sensori di sorveglianza, mentre nella parte posteriore è presente il motore a ciclo Diesel (JTD della FIAT, opportunamente modificato per il volo in quota), per minimizzare i consumi e contenere i costi operativi. Al motore è collegata un'elica spingente.
L'ala, realizzata in compositi, è montata bassa ed a sbalzo ed è collegata posteriormente ad un impennaggio a doppio piano verticale di coda.
Il carrello d'atterraggio è di tipo triciclo anteriore fisso.

## Missioni
Lo Sky-Y è il primo UAV di classe MALE a completare una serie di missioni di sorveglianza utilizzando un sensore elettro-ottico, a trasmettere i dati a terra tramite un sistema satellitare e a compiere le missioni in qualunque condizione meteorologica.
L'aereo ha completato positivamente per adesso la prima serie di missioni, iniziata nel 2007 e condotta nello spazio aereo delle forze armate svedesi di Vidsel, proseguita con successo nel 2009 in Italia.
Nel corso delle prove lo Sky-Y si è spinto fino a 125 km di distanza dalla stazione di controllo a terra; inoltre sono state eseguite le seguenti verifiche:
- decollo e atterraggio automatico;
- funzionalità di ricerca, identificazione e sorveglianza di bersagli a terra, palesi e nascosti;
- volo e atterraggio notturno;
- capacità real time di ricezione, trattamento e gestione immagini;
- prestazioni del sistema datalink.